# Borgfeld
Borgfeld este un sector în orașul hanseatic Bremen, Germania. 

## Istoric
Borgfeld este amintit pntru prima oară în anul 1235, iar în anul 1666 orașul Bremen caută să obțină controlul teritorial asupra localității. Borgen devine un sector în Bremen abia în anul 1945.

## Biserica
Biserica din Borgfeld este amintită în prima oară în anul 1384, iar în anul 1522 este ținută în biserică de „Heinrich von Zutphen” prima predică reformată, după un deceniu este desăvârșită procesul de reformare a bisericii după învățătura lui Martin Luther.
In războiul de treizeci de ani biserica este distrusă parțial de trupele catolice imperiale. In anul 1640 se face repararea stricăciunilor cu refacerea turnului bisericii cu clopote noi. Construcția de cărămidă și mărirea bisericii va fi realizată în secolul XVIII, din clopotele vechi vor fi turnate în 1918 tunuri de artilerie.
Stricăciunile provocate de cel de al doilea război mondial vor fi reparate în 1965, amvonul va fi adus de la biserica Sf. Paul care a fost distrusă complet de bombardament.
- Existența unei școli elementare în Borgdeld este amintită în 1500.

## Geografie
Borgfeld este amplasat într-o regiune joasă de șes, pe teritoriul sectorului se află „Borgfelder Wümmewiesen” o pajiște de 677 ha declarată ca protecție a naturii.